# Pierre de Thoisy
Pierre de Thoisy (ur. 5 października 1953 roku w Vichy) – francuski kierowca wyścigowy.

## Kariera
De Thoisy rozpoczął karierę w międzynarodowych wyścigach samochodowych w 1978 roku od startów we Francuskiej Formule Renault, gdzie został sklasyfikowany na 48. pozycji w klasyfikacji generalnej. W późniejszych latach Francuz pojawiał się także w stawce French Touring Car Championship, Francuskiej Formuły 3, FIA World Endurance Championship, Francuskiej Formuły Ford 1600, World Sports-Prototype Championship, World Touring Car Championship, European Touring Car Championship, 24-godzinnego wyścigu Le Mans, Sportscar World Championship, Renault Spider Europe oraz 24h Nürburgring.